# オールトン駅
オールトン駅（英語：Alton Station）は、イリノイ州オールトン  カレッジ・アヴェニュー3400にある駅。ダウンタウンから少し離れた所に立地している。全米各地を結ぶ旅客鉄道のアムトラックが乗り入れている。

## 利用可能な鉄道路線／列車
アムトラックのオールトン駅に発着する列車は下記の通り。
シカゴとサンアントニオ間の夜行長距離列車テキサス・イーグル号…1日1往復停車
シカゴとセントルイス間の昼行中距離列車リンカーン・サービス…1日4往復停車